# Speriamo che sia femmina
Speriamo che sia femmina är en italiensk-fransk dramakomedi från 1986 i regi av Mario Monicelli.

## Utmärkelser
Filmen vann priset David di Donatello för bästa film 1986.

## Roller (urval)
- Liv Ullmann – Elena
- Catherine Deneuve – Claudia
- Philippe Noiret – Leonardo
- Giuliana De Sio – Franca
- Stefania Sandrelli – Lori Samuelli
- Bernard Blier – onkel Gugo
- Giuliano Gemma – Guido Nardoni
- Athina Cenci – Fosca
- Paolo Hendel – Mario Giovannini
- Lucrezia Lante della Rovere – Malvina
- Adalberto Maria Merli – Cesare Molteni
- Paul Müller – prästen